# 四合字母
四合字母（tetragraph、或稱四重音字、四重字），在字母系統上是由4個字母組合成的語音，而組成的語音與個別字母的發音不同。且能由四合字母表記出新的語音(音位)。

## 英語範例
- ough
  - /u/ 在 "through" 之中 (比較 boo).
  - /ɔ/ 在 "thought" 之中 (比較 taut).
  - /oʊ/ 在 "though" 之中 (比較 toe).
  - /ɒf, ʌf/ 在 "cough" 之中 (比較 off).
  - /ʌf/ 在 "rough" 之中 (比較 ruffian).
  - /aʊ/ 在 "plough" 之中 (一般拼法；比較 plow).
  - /ʌp/ 在 "hiccough" 之中 (現在hiccup的非一般變化； 比較 up)

## 德語範例
- tsch ～ deutsch /tʃ/(IPA) = /tS/(X-SAMPA)
- dsch ～ Dschungel /dʒ/=/dZ/

## 荷蘭語範例
- eeuw ～ /e:u̝/ 在 eeuw ("世界")、leeuw ("獅子")、meeuw ("海鷗")、geeuw ("打哈欠") 之中.
- ieuw ～ /i:u̝/ 在 nieuw ("新的") 或 kieuw ("腮") 之中.

## 關連項目
- 音位變異（英语：Phonemic differentiation）
- 双元音
- 三元音
- Ough（英语：Ough (combination)）
- 合字

## 外部連結
- The Sounds of Spoken Language （英文）